# أحمد البوصافي
أحمد البوصافي (مواليد 1 سبتمبر 1976)، لاعب كرة قدم عماني، ويلعب مع منتخب عمان لكرة القدم.
وهو لاعب نادي السيب،

## كأس الخليج 2007
سجل هدف في مرمى منتخب اليمن لكرة القدم.
حاز على هداف الدوري العماني لموسمين وأفضل لاعب في الدوري العماني، اعتذر عن مواصلة اللعب مع المنتخب بسبب ظروف دراسة الماجستير، ويعد أحمد البوصافي المع نجوم نادي السيب وهدافه الأول ويحضى بحب الجماهير السيباوية.

## روابط خارجية
- أحمد البوصافي على موقع ناشيونال فوتبول تيمز (الإنجليزية)
- أحمد البوصافي على موقع Soccerway.com (الإنجليزية)